# Schermo di protezione
Uno schermo di protezione, schermo protettivo o schermo isolante è un dispositivo che ha la funzione di impedire la propagazione di fenomeni fisici al fine di proteggere cose o soggetti da effetti indesiderati.

## Tipologie
Uno schermo di protezione può avere la funzione di contrastare o impedire la propagazione di onde magnetiche, onde sonore, azioni elettriche e radiazioni di vario tipo, come ad esempio le radiazioni luminose o corpuscolari.
Esistono diverse tipologie di schermo, segue un elenco dei tipi più noti:
Schermo radioprotettivo o antiradiazioni
è costituito generalmente da lastre di piombo e/o di cemento armato, e serve per proteggere cose e persone dalle radiazioni nucleari o dalle radiazioni elettromagnetiche come i raggi X, raggi gamma, ecc.
Schermo magnetico
protegge dall'azione di campi magnetici ed è usato principalmente in dispositivi elettronici (p.e. galvanometri ecc.), è generalmente costituito da materiale ad alta permeabilità (p.e. mu-metal).
Schermo elettromagnetico
viene usato per ridurre le correnti parassite indotte da energia elettromagnetica, generalmente si tratta di uno schermo in materiale ad elevata conducibilità elettrica (p.e. rame).
Schermo acustico
serve a contrastare o impedire la propagazione del suono nel mezzo (in genere l'aria). La schermatura può avvenire per riflessione, usando per esempio superfici metalliche riflettenti, per assorbimento usando schermi in materiali porosi (p.e. polistirolo espanso o tessuto) o con entrambe le tecniche.
Schermo ottico
contrasta o impedisce la propagazione dei raggi luminosi, generalmente composto da materiale opaco alle frequenze di utilizzo.

## Esempi di oggetti con schermo di protezione
Diversi oggetti possono contenere uno schermo di protezione, del quale non si nota la presenza, per esempio:
- alcuni tipi di occhiali da sole, le cui lenti contengono composti contro i raggi ultravioletti;
- il televisore con tubo catodico al suo interno contiene degli schermi metallici per diminuire le radiazioni emesse, dannose al corpo umano;
- il parabrezza anteriore, su alcuni modelli di autovettura, similmente agli occhiali da sole, contiene una pellicola schermante volta a ridurre la radiazione luminosa all'interno dell'auto;
- alcuni tipi di cavo elettrico possono essere schermati, per esempio in quello che porta il segnale dall'antenna al televisore, lo schermo e costituito da una calza in rame che lo avvolge, serve principalmente ad evitare che avvengano dispersioni del segnale in transito;
- il forno a microonde dispone di una schermatura per evitare l'emissione di microonde all'esterno dell'apparecchio.